# Palude di Colfiorito
Palude di Colfiorito este o arie protejată (arie specială de conservare — SAC, sit de importanță comunitară — SCI, arie de protecție specială avifaunistică — SPA) din Italia întinsă pe o suprafață de 189 ha, integral pe uscat.

## Localizare
Centrul sitului Palude di Colfiorito este situat la coordonatele 43°01′27″N 12°52′33″E / 43.024167°N 12.875833°E.

## Înființare
Situl Palude di Colfiorito a fost declarat arie de protecție specială avifaunistică în octombrie 1988 pentru a proteja 138 de specii de animale. Alte tipuri de protecție:
- sit de importanță comunitară (în octombrie 2012)
- arie specială de conservare (în august 2014)[1][2][3]

## Biodiversitate
Situată în ecoregiunea continentală, aria protejată conține 6 habitate naturale: Ape puternic oligomezotrofe cu vegetație bentonică cu Chara spp., Pajiști uscate seminaturale și facies de acoperire cu tufișuri pe substraturi calcaroase (Festuco-Brometalia) (* situri importante pentru orhidee), Lacuri eutrofice naturale cu vegetație de tip Magnopotamion sau Hydrocharition, Râuri cu maluri nămoloase cu vegetație de Chenopodion rubri p.p. și Bidention p.p., Mlaștini alcaline, Cursuri de apă de la nivel de câmpie la nivel montan, cu vegetație Ranunculion fluitantis și Callitricho-Batrachion.
La baza desemnării sitului se află mai multe specii protejate:
- păsări (130): uliu păsărar (Accipiter nisus), privighetoare-de-baltă (Acrocephalus melanopogon), pitulice de apă (Acrocephalus paludicola), lăcar-de-rogoz (Acrocephalus schoenobaenus), lăcar-de-lac (Acrocephalus scirpaceus), fluierar de munte (Actitis hypoleucos), pițigoi codat (Aegithalos caudatus), ciocârlie-de-câmp (Alauda arvensis), pescăruș albastru (Alcedo atthis), rață sulițar (Anas acuta), rață pitică (Anas crecca), rață mare (Anas platyrhynchos), gâscă cenușie (Anser anser), fâsă-de-câmp (Anthus campestris), fâsă de luncă (Anthus pratensis), fâsă de pădure (Anthus spinoletta), lăstunul mare (Apus apus), acvilă de munte (Aquila chrysaetos), egretă mare (Ardea alba), stârc cenușiu (Ardea cinerea), stârc roșu (Ardea purpurea), ciuf-de-pădure (Asio otus), cucuvea (Athene noctua), rață-cu-cap-castaniu (Aythya ferina), rață roșie (Aythya nyroca), buhai de baltă (Botaurus stellaris), șorecarul comun (Buteo buteo), bătăuș (Calidris pugnax), caprimulg (Caprimulgus europaeus), sticlete (Carduelis carduelis), Cettia cetti,  prundaș gulerat mic (Charadrius dubius), prundaș gulerat mare (Charadrius hiaticula), chirichița cu obraz alb (Chlidonias hybrida), chirighiță-cu-aripi-albe (Chlidonias leucopterus), chirighiță neagră (Chlidonias niger), florinte (Chloris chloris), șerpar (Circaetus gallicus), erete de stuf (Circus aeruginosus), erete vânăt (Circus cyaneus), erete cenușiu (Circus pygargus), porumbel gulerat (Columba palumbus), cioară neagră (Corvus corone), Corvus monedula, prepeliță (Coturnix coturnix), cuc (Cuculus canorus), gușă vânătă (Cyanecula svecica), pițigoi albastru (Cyanistes caeruleus), lăstun de casă (Delichon urbicum), ciocănitoare pestriță mare (Dendrocopos major), Dryobates minor, presură sură (Emberiza calandra), presură de munte (Emberiza cia), presură bărboasă (Emberiza cirlus), presură de grădină (Emberiza hortulana), presură de stuf (Emberiza schoeniclus), măcăleandru (Erithacus rubecula), Falco biarmicus, șoim de iarnă (Falco columbarius), șoim călător (Falco peregrinus), șoimul rândunelelor (Falco subbuteo), vânturel roșu (Falco tinnunculus), vânturel de seară (Falco vespertinus), cinteză (Fringilla coelebs), lișiță (Fulica atra), becațină comună (Gallinago gallinago), Gallinago media, găinușă de baltă (Gallinula chloropus), gaiță (Garrulus glandarius), piciorong (Himantopus himantopus), rândunică (Hirundo rustica), pescăriță mare (Hydroprogne caspia), capîntortură (Jynx torquilla), sfrâncioc roșiatic (Lanius collurio), pescăruș argintiu (Larus cachinnans), pescăruș râzător (Larus ridibundus), sitar de mâl (Limosa limosa), câneparul (Linaria cannabina), ciocârlie de pădure (Lullula arborea), privighetoare (Luscinia megarhynchos), becațină mică (Lymnocryptes minimus), rață fluierătoare (Mareca penelope), codobatură galbenă (Motacilla alba), codobatură de munte (Motacilla cinerea), codobatura galbenă (Motacilla flava), muscar sur (Muscicapa striata), stârc de noapte (Nycticorax nycticorax), grangur (Oriolus oriolus), vultur pescar (Pandion haliaetus), pițigoi de stuf (Panurus biarmicus), pițigoi mare (Parus major), vrabie de câmp (Passer montanus), pițigoi de brădet (Periparus ater), viespar (Pernis apivorus), cormoran mare (Phalacrocorax carbo), fazan (Phasianus colchicus), codroș de munte (Phoenicurus ochruros), codroșul de pădure (Phoenicurus phoenicurus), pitulice de munte (Phylloscopus collybita), coțofană (Pica pica), corcodel mare (Podiceps cristatus), cresteț pestriț (Porzana porzana), cristei de baltă (Rallus aquaticus), aușel sprâncenat (Regulus ignicapilla), pițigoi-pungar (Remiz pendulinus), lăstun de mal (Riparia riparia), mărăcinar (Saxicola rubetra), mărăcinar negru (Saxicola torquatus), cănăraș (Serinus serinus), Spatula clypeata, rață cârâitoare (Spatula querquedula), scatiu (Spinus spinus), turturică (Streptopelia turtur), graur (Sturnus vulgaris), silvie cu cap negru (Sylvia atricapilla), silvie de câmp (Sylvia communis), corcodel mic (Tachybaptus ruficollis), fluierar negru (Tringa erythropus), fluierar de mlaștină (Tringa glareola), fluierar cu picioare verzi (Tringa nebularia), fluierarul de zăvoi (Tringa ochropus), fluierarul cu picioare roșii (Tringa totanus), pănțărușul (Troglodytes troglodytes), sturzul viilor (Turdus iliacus), mierlă (Turdus merula), sturz (Turdus pilaris), strigă (Tyto alba), pupăză (Upupa epops), nagâț (Vanellus vanellus), Zapornia parva
- amfibieni (1): Triturus carnifex
- mamifere (3): lupul (Canis lupus), liliac cu urechi de șoarece (Myotis blythii), liliac comun (Myotis myotis)
- nevertebrate (4): croitorul mare al stejarului (Cerambyx cerdo), fluturele auriu (Euphydryas aurinia), Euplagia quadripunctaria, rădașcă (Lucanus cervus)

Pe lângă speciile protejate, pe teritoriul sitului au mai fost identificate 1 specie de păsări, 2 specii de amfibieni, 14 specii de mamifere, 2 specii de nevertebrate, 1 specie de pești, 2 specii de reptile.